# Печера Балліджа
Печера Балліджа (тур. Ballıca Mağarası) — невелика печера, розташована за 6 км на південний схід від Пазара, провінція Токат(Туреччина). Печера знаходиться за 600 м на південний схід від села Балліджа.
Печера Балліджа — це печера з викопними рештками. Її загальна довжина становить 68 м (223 футів). Верхні секції складені з Пермсько-тріасового мармуру і вапна. Є два шари над входом і п'ять шарів нижче, що становить загалом сім шарів. П'ять шарів сформовані протягом трьох геологічних періодів. Одна ділянка, що складається з двох шарів, простягається на північний схід і південний захід. Друга ділянка, що містить шари 3 і 4, сформована під час другого еволюційного періоду, а 5-й шар сформований у 20-му столітті. Галерея, що веде на відкритий простір зі ставком, є першою секцією в північно-західному напрямку. Вона складається із залу сталактитів і сталагмітів на першому рівні, а також залу викопних решток і залу кажанів на другому рівні. Чудова галерея на третьому поверсі складається з трьох суміжних зал: Гриб, Колона і Нова зала.
Колонії карликових кажанів живуть у різних частинах печери, і їх можна почути і понюхати, але не часто побачити. Безліч кольорів у печері вражають уяву, а фільтроване повітря багате киснем.
Приблизно за 45-50 м (148—164 футів) від входу знаходиться широка зала. Вона містить залишки (оштукатурені стіни, склад оштукатурених матеріалів тощо), які колись використовувалися. Усередині зали знаходяться численні сталактити, сталагміти, колони і водойми.
2019 року печеру включено до попереднього Списку об'єктів всесвітньої спадщини ЮНЕСКО в Туреччині.